# جو جوستين
جو جوستين (بالإنجليزية: Joe Heath)‏ (4 أكتوبر 1988 في المملكة المتحدة - ) هو لاعب كرة قدم بريطاني في مركز الدفاع. لعب مع نادي إكزتر سيتي ونادي هيرفورد ونوتينغهام فورست ولينكولن سيتي أف سي وChester F.C. ‏.

## وصلات خارجية
- جو جوستين على موقع قاعدة بيانات كرة القدم.إي يو (الإنجليزية)
- جو جوستين على موقع Soccerbase.com (لاعب) (الإنجليزية)
- جو جوستين على موقع Soccerway.com (الإنجليزية)